# Buccin
Buccin je speciální druh pozounu, jehož roztrub má tvar hadí nebo dračí hlavy. Oblíbený byl zejména ve vojenských kapelách ve Francii v první polovině 19. století. Zvuk nástroje se pohybuje mezi jemným lesním rohem a mohutným pozounem. Nástroj je díky snižci chromatizován, ale vzhledem ke spíše umělecké než praktické konstrukci nástroje je obtížné určit přesný rozsah – ten se přibližuje tenorovému pozounu, zhruba od velkého F do g1, ale může se pochopitelně lišit.